# Society of Composers & Lyricists
Die Society of Composers & Lyricists (SCL) ist ein US-amerikanischer Interessenverband für Musikschaffende aus allen Bereichen der visuellen Medien, aus Film, Fernsehen und Medienindustrie. Hauptsitz der Gesellschaft ist Beverly Hills.
Zu den Mitgliedern zählen Filmkomponisten, Komponisten für Musik von Videospielen, Arrangeure, Orchestratoren, Editoren, Music Supervisor, Rechtsanwälte aus der Musikbranche, Musikagenten, Kopisten und Toningenieure. Die Zahl der Mitglieder beträgt über 3000 Personen (Stand 2023). Die SCL wurde offiziell 1983 gegründet und ist hervorgegangen aus dem Zusammenschluss von folgenden US-amerikanischen Interessenverbänden und Einzelgewerkschaften: Screen Composers Association (1945), Composers Guild of America (1954) und der Composers and Lyricists Guild of America (1955). Präsident der Society ist seit 2023 der australische Filmkomponist Ashley Irwin.

## Society of Composers & Lyricists Awards
Die SCL vergibt seit 2020 jährlich die Society of Composers & Lyricists  Awards in folgenden Kategorien:
- Outstanding Original Score für einen Studio Film
- Outstanding Original Score für einen Independent Film
- Outstanding Original Score für eine Fernsehproduktion
- Outstanding Original Titelmelodie für eine Fernsehproduktion
- Outstanding Originalsong einer Dramatic oder Documentary Visual Media Production
- Outstanding Original Song für eine Comedy oder Musical Visual Media Production
- David Raksin Award for Emerging Talent
- Spirit of Collaboration Award, ein Preis für eine langjährige Zusammenarbeit zwischen einem Komponisten und einem Regisseur